# آلاله پادرشت
آلاله پادرشت (نام علمی: Ranunculus macropodioides) نام یک گونه از سرده آلاله است. سردهٔ آلاله در ایران ۵۵ گونهٔ علفی یک ساله و چند ساله دارد. آلاله پادرشت یکی از ۵۵ گونهٔ موجود در ایران است.